# Noragugume
Noragugume (sardinski: Noragùgume) je grad i općina (comune) u pokrajini Nuoru u regiji Sardiniji, Italija. Nalazi se na nadmorskoj visini od 288 metara i ima 311 stanovnika.
 Prostire se na 26,73 km². Gustoća naseljenosti je 12 st/km².
Susjedne općine su: Bolotana, Dualchi, Ottana, Sedilo i Silanus.